# Emerging and Growth-Leading Economies

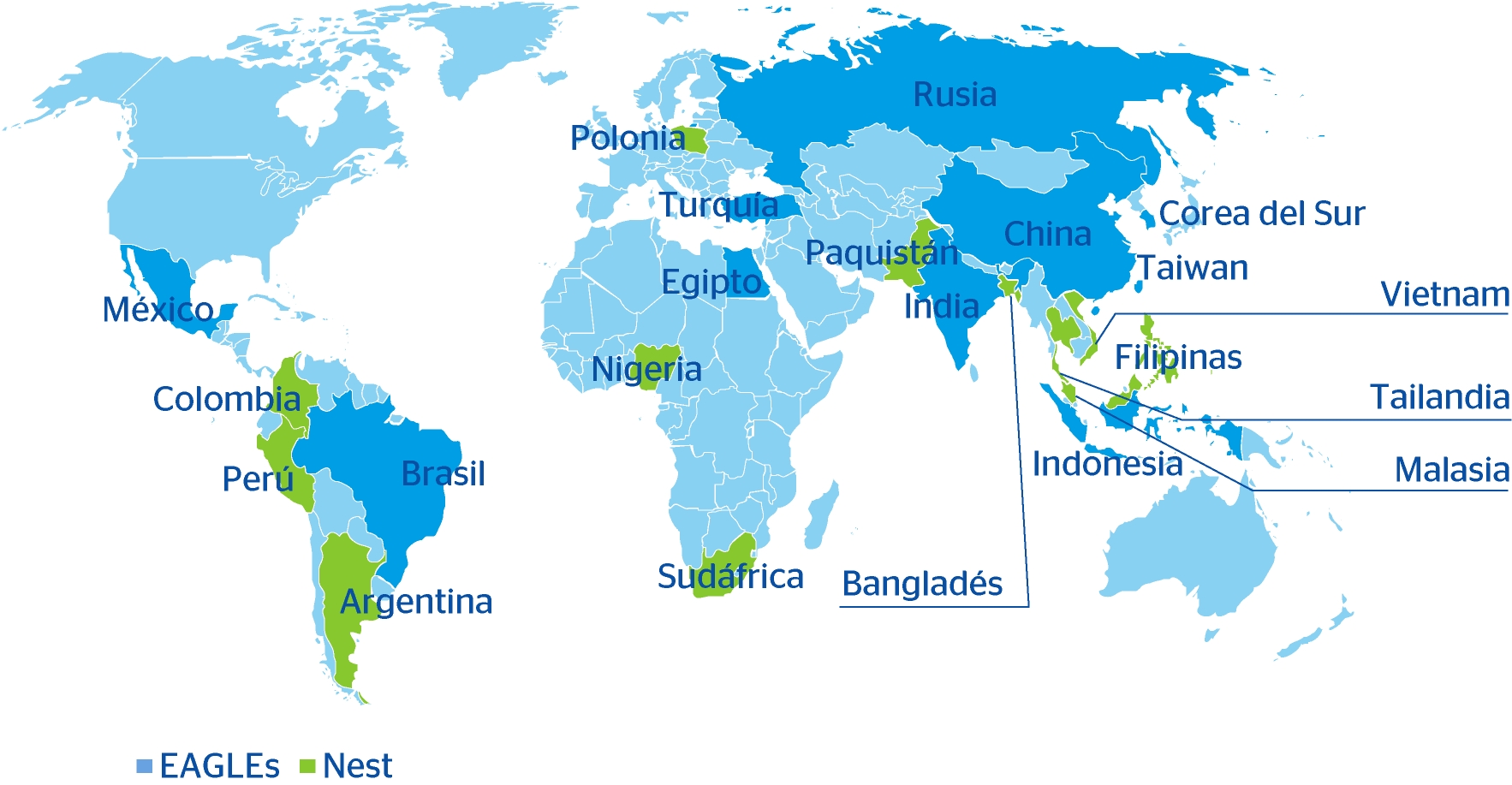
EAGLEs: Brasil, China, Egipto, India, Indonesia, México, Rusia, Corea del Sur, Taiwán y Turquía. Nido: Argentina, Banglades, Colombia, Malasia, Nigeria, Pakistán, Perú, Filipinas, Polonia, Sudáfrica, Tailandia y Vietnam.

Emerging and Growth-Leading Economies —EAGLEs, en español «águilas», Economías Emergentes que lideran el Crecimiento Global— es un término económico creado por BBVA Research para identificar los principales mercados emergentes, que se espera que tengan una contribución al crecimiento mundial del PIB en los próximos 10 años, mayor que el promedio de las economías del G6, G7 excluyendo Estados Unidos. Este es un concepto dinámico donde los países miembros pueden ir cambiando con el tiempo en función de sus previsiones económicas respecto las economías desarrolladas. En una primera instancia, están identificados 10 economías por orden de relevancia: China, India, Rusia, Brasil, México, Corea del Sur, Indonesia, Egipto, Taiwán y Turquía.

## Comparativa del concepto EAGLEs con otros conceptos económicos
El crecimiento de la economía mundial ha girado de los países desarrollados a los países en vías de desarrollo, siendo interesante identificar mercados emergentes que se convertirán en líderes mundiales, así como países con grupos de presión creciente a ser incluidos en la definición de BRIC. Sin embargo, muchos economistas han argumentado que el concepto BRIC no está actualizado y han propuesto definiciones alternativas.
El concepto EAGLEs es similar al de otras propuestas como CIVETS, Próximos once o Club 7 por ciento, pero su metodología difiere de los otros en varias formas:
- Se da menos importancia a la dimensión económica y a la población, lo que puede inducir a error.
- Se centra en el incremento del PIB que van a generar las economías, en lugar de prestar atención al tamaño actual o previsto del PIB. Esto crea una situación en la que tener un tamaño grande o una alta tasa de crecimiento es suficiente en sí mismo, para ser un actor mundial clave. Es la combinación de ambos factores lo que realmente es importante.
- Los requisitos son explícitos. Con el fin de convertirse en un país EAGLE, se espera que el incremento del PIB para los países EAGLEs, dentro de los próximos 10 años, debe ser superior a la prevista para la media de las economías del G6, G7, exceptuando los Estados Unidos.
- No es un grupo cerrado, el concepto no está vinculado a un acrónimo formado por un conjunto de países.
- Los resultados se basan en un horizonte más corto - 10 años - que el resto de las consideradas, que van desde 20 a 50 años.

Ha habido varios intentos en los últimos años, tratando de implementar un concepto económico que mejor refleja el potencial de los mercados emergentes en los próximos años. Después de acuñar el concepto BRIC por el Goldman Sachs en 2001, ha habido otros esfuerzos para encontrar las mejores siglas que los agrupen, tales como: CIVETS, Next Eleven, el club del 7 por ciento del club y los EAGLEs.
En enero de 2011, Goldman Sachs decidió volver a definir los mercados emergentes y propuso un nuevo término de "Growth Markets". La separación de los “Growth Markets” de los “Emerging Markets” tuvo el fin de mostrar las economías más dinámicas del mundo - los que contribuyen menos del 1 por ciento al crecimiento mundial (fuera del mundo desarrollado). En un primer enfoque, ocho economías han sido identificados: las economías BRIC + México, Corea del Sur, Turquía e Indonesia. Este particular cambio en la terminología fue propuesta inicialmente por BBVA Research (seguido más tarde por Goldman Sachs) con el objetivo de pasar de la noción estática existente a algo más dinámico, que mejor podría indicar el potencial de los mercados emergentes.

## Resultados
De acuerdo con las previsiones de BBVA Reserch, el incremento mundial del PIB en la presente década será de 41 billones de dólares ajustados por paridad de poder adquisitivo. La participación de los EAGLE será ligeramente superior al 50 %, mientras que la cuota del G7 solo alcanzará el 14 %.

## Lista de espera o Nido de los EAGLEs
Como parte de la propuesta EAGLE, el “nido de las Águilas" es un segundo grupo de países con incrementos del PIB esperado en los próximos diez años menor que el promedio de las economías del G7, excepto Estados Unidos, pero superior a la de Italia, el país que se espera que contribuya menos al crecimiento global en el G7. Los miembros son Tailandia, Nigeria, Polonia, Colombia, Sudáfrica, Malasia, Vietnam, Banglades, Argentina, Perú y Filipinas. En total, su incremento del PIB será casi el 7% del crecimiento total del mundo.